# Qualificazioni alla Coppa d'Asia 2019
Questa voce raccoglie un approfondimento sui risultati degli incontri e sulle classifiche per l'accesso alla fase finale della Coppa d'Asia 2019.

## Primo turno
| Squadra 1     | Totale | Squadra 2 | Andata | Ritorno |
| ------------- | ------ | --------- | ------ | ------- |
| India         | 2 - 0  | Nepal     | 2 - 0  | 0 - 0   |
| Yemen         | 3 - 1  | Pakistan  | 3 - 1  | 0 - 0   |
| Timor Est     | 5 - 1  | Mongolia  | 4 - 1  | 1 - 0   |
| Cambogia      | 4 - 1  | Macao     | 3 - 0  | 1 - 1   |
| Taipei cinese | 2 - 1  | Brunei    | 0 - 1  | 2 - 0   |
| Sri Lanka     | 1 - 3  | Bhutan    | 0 - 1  | 1 - 2   |

## Secondo turno
I sorteggi del secondo turno si sono svolti il 14 aprile 2015 a Kuala Lumpur. Le prime classificate e le migliori 4 seconde si qualificano alla Coppa d'Asia 2019.
| Fascia 1 | Fascia 2 | Fascia 3 | Fascia 4 | Fascia 5 |
| --- | --- | --- | --- | --- |
| - Iran (40) - Giappone (50) - Corea del Sud (57) - Australia (63) - Emirati Arabi Uniti (68) - Uzbekistan (73) - Cina (82) - Iraq (86) | - Arabia Saudita (95) - Oman (97) - Qatar (99) - Giordania (103) - Bahrein (108) - Vietnam (125) - Siria (126) - Kuwait (127) | - Afghanistan (135) - Filippine (139) - Palestina (140) - Maldive (141) - Thailandia (142) - Tagikistan (143) - Libano (144) - India (147) | - Timor Est (152) - Kirghizistan (153) - Corea del Nord (157) - Birmania (158) - Turkmenistan (159) - Indonesia (159) - Singapore (162) - Bhutan (163) | - Malaysia (164) - Hong Kong (167) - Bangladesh (167) - Yemen (170) - Guam (175) - Laos (178) - Cambogia (179) - Taipei cinese (182) |

     Qualificata al terzo turno delle qualificazioni del campionato mondiale di calcio 2018 e alla Coppa d'Asia come prima classificata o come una delle quattro migliori seconde.
     Avanza al terzo turno di qualificazione della Coppa d'Asia come una delle quattro peggiori seconde classificate, terza classificata o una delle quattro migliori quarte classificate.
     Avanza ai playoff di qualificazione della Coppa d'Asia.
     Denomina una squadra che è stata squalificata a seguito di una precedente sospensione FIFA.

### Girone A
| Squadra             | P.ti | G | V | P | S | RF | RS | DR  |
| ------------------- | ---- | - | - | - | - | -- | -- | --- |
| Arabia Saudita      | 20   | 8 | 6 | 2 | 0 | 28 | 4  | +24 |
| Emirati Arabi Uniti | 17   | 8 | 5 | 2 | 1 | 25 | 4  | +21 |
| Palestina           | 12   | 8 | 3 | 3 | 2 | 22 | 6  | +16 |
| Malaysia            | 4    | 8 | 1 | 1 | 6 | 3  | 30 | -27 |
| Timor Est           | 2    | 8 | 0 | 2 | 6 | 2  | 36 | -34 |

| Squadra             | Emirati Arabi Uniti (bandiera) | Arabia Saudita (bandiera) | Palestina (bandiera) | Timor Est (bandiera) | Malaysia (bandiera) |
| ------------------- | ------------------------------ | ------------------------- | -------------------- | -------------------- | ------------------- |
| Emirati Arabi Uniti | —                              | 1 – 1                     | 2 – 0                | 8 – 0                | 10 – 0              |
| Arabia Saudita      | 2 – 1                          | —                         | 3 – 2                | 7 – 0                | 2 – 0               |
| Palestina           | 0 – 0                          | 0 – 0                     | —                    | 7 – 0                | 6 – 0               |
| Timor Est           | 0 – 1                          | 0 – 10                    | 1 – 1                | —                    | 0 – 1               |
| Malaysia            | 1 – 2                          | 0 – 3*                    | 0 – 6                | 1 – 1                | —                   |

- a tavolino

### Girone B
| Squadra      | P.ti | G | V | P | S | RF | RS | DR  |
| ------------ | ---- | - | - | - | - | -- | -- | --- |
| Australia    | 21   | 8 | 7 | 0 | 1 | 29 | 4  | +25 |
| Giordania    | 16   | 8 | 5 | 1 | 2 | 21 | 7  | +14 |
| Kirghizistan | 14   | 8 | 4 | 2 | 2 | 10 | 8  | +2  |
| Tagikistan   | 5    | 8 | 1 | 2 | 5 | 9  | 20 | -11 |
| Bangladesh   | 1    | 8 | 0 | 1 | 7 | 2  | 32 | -30 |

| Squadra      | Australia (bandiera) | Giordania (bandiera) | Tagikistan (bandiera) | Kirghizistan (bandiera) | Bangladesh (bandiera) |
| ------------ | -------------------- | -------------------- | --------------------- | ----------------------- | --------------------- |
| Australia    | —                    | 5 – 1                | 7 – 0                 | 3 – 0                   | 5 – 0                 |
| Giordania    | 2 – 0                | —                    | 3 – 0                 | 0 – 0                   | 8 – 0                 |
| Tagikistan   | 0 – 3                | 1 – 3                | —                     | 0 – 1                   | 5 – 0                 |
| Kirghizistan | 1 – 2                | 1 – 0                | 2 – 2                 | —                       | 2 – 0                 |
| Bangladesh   | 0 – 4                | 0 – 4                | 1 – 1                 | 1 – 3                   | —                     |

### Girone C
| Squadra   | P.ti | G | V | P | S | RF | RS | DR  |
| --------- | ---- | - | - | - | - | -- | -- | --- |
| Qatar     | 21   | 8 | 7 | 0 | 1 | 29 | 4  | +25 |
| Cina      | 17   | 8 | 5 | 2 | 1 | 27 | 1  | +26 |
| Hong Kong | 14   | 8 | 4 | 2 | 2 | 13 | 5  | +8  |
| Maldive   | 6    | 8 | 2 | 0 | 6 | 8  | 20 | -12 |
| Bhutan    | 0    | 8 | 0 | 0 | 8 | 5  | 52 | -47 |

| Squadra   | Cina (bandiera) | Qatar (bandiera) | Maldive (bandiera) | Bhutan (bandiera) | Hong Kong (bandiera) |
| --------- | --------------- | ---------------- | ------------------ | ----------------- | -------------------- |
| Cina      | —               | 2 – 0            | 4 – 0              | 12 – 0            | 0 – 0                |
| Qatar     | 1 – 0           | —                | 4 – 0              | 15 – 0            | 2 – 0                |
| Maldive   | 0 – 3           | 0 – 1            | —                  | 4 – 2             | 0 – 1                |
| Bhutan    | 0 – 6           | 0 – 3            | 3 – 4              | —                 | 0 – 1                |
| Hong Kong | 0 – 0           | 2 – 3            | 2 – 0              | 7 – 0             | —                    |

### Girone D
| Squadra      | P.ti | G | V | P | S | RF | RS | DR  |
| ------------ | ---- | - | - | - | - | -- | -- | --- |
| Iran         | 20   | 8 | 6 | 2 | 0 | 26 | 3  | +23 |
| Oman         | 14   | 8 | 4 | 2 | 2 | 11 | 7  | +4  |
| Turkmenistan | 13   | 8 | 4 | 1 | 3 | 10 | 11 | -1  |
| Guam         | 7    | 8 | 2 | 1 | 5 | 3  | 16 | -13 |
| India        | 3    | 8 | 1 | 0 | 7 | 5  | 18 | -13 |

| Squadra      | Iran (bandiera) | Oman (bandiera) | India (bandiera) | Turkmenistan (bandiera) | Guam (bandiera) |
| ------------ | --------------- | --------------- | ---------------- | ----------------------- | --------------- |
| Iran         | —               | 2 – 0           | 4 – 0            | 3 – 1                   | 6 – 0           |
| Oman         | 1 – 1           | —               | 3 – 0            | 3 – 1                   | 1 – 0           |
| India        | 0 – 3*          | 1 – 2           | —                | 1 – 2                   | 1 – 0           |
| Turkmenistan | 1 – 1           | 2 – 1           | 2 – 1            | —                       | 1 – 0           |
| Guam         | 0 – 6           | 0 – 0           | 2 – 1            | 1 – 0                   | —               |

- a tavolino

### Girone E
| Squadra     | P.ti | G | V | P | S | RF | RS | DR  |
| ----------- | ---- | - | - | - | - | -- | -- | --- |
| Giappone    | 22   | 8 | 7 | 1 | 0 | 27 | 0  | +27 |
| Siria       | 18   | 8 | 6 | 0 | 2 | 26 | 11 | +15 |
| Singapore   | 10   | 8 | 3 | 1 | 4 | 9  | 9  | 0   |
| Afghanistan | 9    | 8 | 3 | 0 | 5 | 8  | 24 | -16 |
| Cambogia    | 0    | 8 | 0 | 0 | 8 | 1  | 27 | -26 |

| Squadra     | Giappone (bandiera) | Siria (bandiera) | Afghanistan (bandiera) | Singapore (bandiera) | Cambogia (bandiera) |
| ----------- | ------------------- | ---------------- | ---------------------- | -------------------- | ------------------- |
| Giappone    | —                   | 5 – 0            | 5 – 0                  | 0 – 0                | 3 – 0               |
| Siria       | 0 – 3               | —                | 5 – 2                  | 1 – 0                | 6 – 0               |
| Afghanistan | 0 – 6               | 0 – 6            | —                      | 2 – 1                | 3 – 0               |
| Singapore   | 0 – 3               | 1 – 2            | 1 – 0                  | —                    | 2 – 1               |
| Cambogia    | 0 – 2               | 0 – 6            | 0 – 1                  | 0 – 4                | —                   |

### Girone F
| Squadra       | P.ti | G | V | P | S | RF | RS | DR  |
| ------------- | ---- | - | - | - | - | -- | -- | --- |
| Thailandia    | 14   | 6 | 4 | 2 | 0 | 14 | 6  | +8  |
| Iraq          | 12   | 6 | 3 | 3 | 0 | 13 | 6  | +7  |
| Vietnam       | 7    | 6 | 2 | 1 | 3 | 7  | 8  | -1  |
| Taipei cinese | 0    | 6 | 0 | 0 | 6 | 5  | 19 | -14 |
| Indonesia     | 0    | 0 | 0 | 0 | 0 | 0  | 0  | 0   |

| Squadra       | Iraq (bandiera) | Vietnam (bandiera) | Thailandia (bandiera) | Indonesia (bandiera) | Taipei cinese (bandiera) |
| ------------- | --------------- | ------------------ | --------------------- | -------------------- | ------------------------ |
| Iraq          | —               | 1 – 0              | 2 – 2                 | —                    | 5 – 1                    |
| Vietnam       | 1 – 1           | —                  | 0 – 3                 | —                    | 4 – 1                    |
| Thailandia    | 2 – 2           | 1 – 0              | —                     | —                    | 4 – 2                    |
| Indonesia     | —               | —                  | —                     | —                    | —                        |
| Taipei cinese | 0 – 2           | 1 – 2              | 0 – 2                 | —                    | —                        |

### Girone G
| Squadra       | P.ti | G | V | P | S | RF | RS | DR  |
| ------------- | ---- | - | - | - | - | -- | -- | --- |
| Corea del Sud | 24   | 8 | 8 | 0 | 0 | 27 | 0  | +27 |
| Libano        | 11   | 8 | 3 | 2 | 3 | 12 | 6  | +6  |
| Kuwait        | 10   | 8 | 3 | 1 | 4 | 12 | 10 | +2  |
| Birmania      | 8    | 8 | 2 | 2 | 4 | 9  | 21 | -12 |
| Laos          | 4    | 8 | 1 | 1 | 6 | 6  | 29 | -23 |

| Squadra       | Corea del Sud (bandiera) | Kuwait (bandiera) | Libano (bandiera) | Birmania (bandiera) | Laos (bandiera) |
| ------------- | ------------------------ | ----------------- | ----------------- | ------------------- | --------------- |
| Corea del Sud | —                        | 3 – 0*            | 1 – 0             | 4 – 0               | 8 – 0           |
| Kuwait        | 0 – 1                    | —                 | 0 – 0             | 9 – 0               | 0 – 3*          |
| Libano        | 0 – 3                    | 0 – 1             | —                 | 1 – 1               | 7 – 0           |
| Birmania      | 0 – 2                    | 3 – 0*            | 0 – 2             | —                   | 3 – 1           |
| Laos          | 0 – 5                    | 0 – 2             | 0 – 2             | 2 – 2               | —               |

- a tavolino

### Girone H
| Squadra        | P.ti | G | V | P | S | RF | RS | DR  |
| -------------- | ---- | - | - | - | - | -- | -- | --- |
| Uzbekistan     | 21   | 8 | 7 | 0 | 1 | 20 | 7  | +13 |
| Corea del Nord | 16   | 8 | 5 | 1 | 2 | 14 | 8  | +6  |
| Filippine      | 10   | 8 | 3 | 1 | 4 | 8  | 12 | -4  |
| Bahrein        | 9    | 8 | 3 | 0 | 5 | 10 | 10 | 0   |
| Yemen          | 3    | 8 | 1 | 0 | 7 | 2  | 17 | -15 |

| Squadra        | Uzbekistan (bandiera) | Bahrein (bandiera) | Filippine (bandiera) | Corea del Nord (bandiera) | Yemen (bandiera) |
| -------------- | --------------------- | ------------------ | -------------------- | ------------------------- | ---------------- |
| Uzbekistan     | —                     | 1 – 0              | 1 – 0                | 3 – 1                     | 1 – 0            |
| Bahrein        | 0 – 4                 | —                  | 2 – 0                | 0 – 1                     | 3 – 0            |
| Filippine      | 1 – 5                 | 2 – 1              | —                    | 3 – 2                     | 0 – 1            |
| Corea del Nord | 4 – 2                 | 2 – 0              | 0 – 0                | —                         | 1 – 0            |
| Yemen          | 1 – 3                 | 0 – 4              | 0 – 2                | 0 – 3*                    | —                |

- a tavolino

### Raffronto tra le seconde classificate
Le quattro migliori seconde classificate ottengono la qualificazione al terzo round delle qualificazioni del campionato mondiale di calcio 2018 e alla Coppa d'Asia 2019, mentre le altre dovranno partecipare ad un nuovo torneo delle qualificazioni. Dato che il gruppo F è composto da quattro squadre, mentre negli altri gruppi ve ne sono cinque, le partite contro le squadre classificatesi al quinto posto degli altri gironi non sono valide per il conteggio dei punti delle migliori seconde classificate.
| Squadra             | Pt | G | V | N | P | GF | GS | DR  | Gruppo |
| ------------------- | -- | - | - | - | - | -- | -- | --- | ------ |
| Iraq                | 12 | 6 | 3 | 3 | 0 | 13 | 6  | +7  | F      |
| Siria               | 12 | 6 | 4 | 0 | 2 | 14 | 11 | +3  | E      |
| Emirati Arabi Uniti | 11 | 6 | 3 | 2 | 1 | 16 | 4  | +12 | A      |
| Cina                | 11 | 6 | 3 | 2 | 1 | 9  | 1  | +8  | C      |
| Corea del Nord      | 10 | 6 | 3 | 1 | 2 | 10 | 8  | +2  | H      |
| Giordania           | 10 | 6 | 3 | 1 | 2 | 9  | 7  | +2  | B      |
| Oman                | 8  | 6 | 2 | 2 | 2 | 6  | 6  | 0   | D      |
| Libano              | 5  | 6 | 1 | 2 | 3 | 3  | 6  | -3  | G      |

### Raffronto tra le quarte classificate
Le quattro migliori quarte classificate ottengono la qualificazione al terzo round, mentre le altre devono disputare un turno di playoff. Dato che il gruppo F è composto da quattro squadre, mentre negli altri gruppi ve ne sono cinque, le partite contro le squadre classificatesi al quinto posto degli altri gironi non sono valide per il conteggio dei punti delle migliori quarte classificate.
| Squadra       | Pt | G | V | N | P | GF | GS | DR  | Gruppo |
| ------------- | -- | - | - | - | - | -- | -- | --- | ------ |
| Guam          | 4  | 6 | 1 | 1 | 4 | 1  | 14 | -13 | D      |
| Birmania      | 4  | 6 | 1 | 1 | 4 | 4  | 18 | -14 | G      |
| Bahrein       | 3  | 6 | 1 | 0 | 5 | 3  | 10 | -7  | H      |
| Afghanistan   | 3  | 6 | 1 | 0 | 5 | 4  | 24 | -20 | E      |
| Tagikistan    | 1  | 6 | 0 | 1 | 5 | 3  | 19 | -16 | B      |
| Taipei cinese | 0  | 6 | 0 | 0 | 6 | 5  | 19 | -14 | F      |
| Maldive       | 0  | 6 | 0 | 0 | 6 | 0  | 15 | -15 | C      |
| Malaysia      | 0  | 6 | 0 | 0 | 6 | 1  | 29 | -28 | A      |

## Playoff
Durante l'AFC Competition Committee meeting che si è tenuto nel novembre 2014 è stato deciso che si sarebbero svolti due turni playoff per l'assegnazione degli ultimi 8 posti disponibili per il terzo turno (5 dal primo turno di playoff, 3 dal secondo).
Il sorteggio è stato effettuato il 7 aprile 2016 alle 15:00 UTC+8 presso la AFC House a Kuala Lumpur, Malaysia

### Primo turno
Il Bhutan, la nazionale con il ranking peggiore, ha ricevuto un bye.
I vincitori delle doppie sfide andata e ritorno si qualificano direttamente per il terzo turno della qualificazioni alla Coppa d'Asia 2019 mentre i perdenti disputeranno il secondo turno.
| Squadra 1     | Totale | Squadra 2  | Andata | Ritorno |
| ------------- | ------ | ---------- | ------ | ------- |
| Taipei cinese | 2 - 4  | Cambogia   | 2 - 2  | 0 - 2   |
| Maldive       | 0 - 4  | Yemen      | 0 - 2  | 0 - 2   |
| Tagikistan    | 6 - 0  | Bangladesh | 5 - 0  | 1 - 0   |
| Malaysia      | 6 - 0  | Timor Est  | 3 - 0  | 3 - 0   |
| Laos          | 1 - 7  | India      | 0 - 1  | 1 - 6   |

### Secondo turno
| Squadra 1  | Totale | Squadra 2     | Andata | Ritorno |
| ---------- | ------ | ------------- | ------ | ------- |
| Maldive    | 5 - 1  | Laos          | 4 - 0  | 1 - 1   |
| Bangladesh | 1 - 3  | Bhutan        | 0 - 0  | 1 - 3   |
| Timor Est  | 2 - 4  | Taipei cinese | 1 - 2  | 1 - 2   |

## Terzo turno
A causa del ritiro di Guam e della sospensione del Kuwait, l'AFC ha deciso di invitare il Nepal e Macao, le finaliste della Coppa della solidarietà AFC 2016, a rientrare nelle qualificazioni come sostitute per mantenere un numero di 24 squadre nel terzo turno delle qualificazioni.
Il sorteggio per il terzo turno si è tenuto il 23 gennaio 2017 ad Abu Dhabi negli Emirati Arabi Uniti alle 16:00 UTC+4. Le 24 nazioni sono state divise in sei gruppi ciascuno di quattro squadre.

### Girone A
| Squadra      | P.ti | G | V | P | S | RF | RS | DR  |
| ------------ | ---- | - | - | - | - | -- | -- | --- |
| India        | 13   | 6 | 4 | 1 | 1 | 11 | 5  | +6  |
| Kirghizistan | 13   | 6 | 4 | 1 | 1 | 14 | 8  | +6  |
| Birmania     | 8    | 6 | 2 | 2 | 2 | 10 | 10 | 0   |
| Macao        | 0    | 6 | 0 | 0 | 6 | 4  | 16 | -12 |

| Squadra      | India (bandiera) | Birmania (bandiera) | Kirghizistan (bandiera) | Macao (bandiera) |
| ------------ | ---------------- | ------------------- | ----------------------- | ---------------- |
| India        | —                | 2 - 2               | 1 - 0                   | 4 - 1            |
| Birmania     | 0 - 1            | —                   | 2 - 2                   | 1 - 0            |
| Kirghizistan | 2 - 1            | 5 - 1               | —                       | 1 - 0            |
| Macao        | 0 - 2            | 0 - 4               | 3 - 4                   | —                |

### Girone B
| Squadra        | P.ti | G | V | P | S | RF | RS | DR  |
| -------------- | ---- | - | - | - | - | -- | -- | --- |
| Libano         | 16   | 6 | 5 | 1 | 0 | 14 | 4  | +10 |
| Corea del Nord | 11   | 6 | 3 | 2 | 1 | 13 | 10 | +3  |
| Hong Kong      | 5    | 6 | 1 | 2 | 3 | 4  | 7  | -3  |
| Malaysia       | 1    | 6 | 0 | 1 | 5 | 5  | 15 | -10 |

| Squadra        | Libano (bandiera) | Corea del Nord (bandiera) | Hong Kong (bandiera) | Malaysia (bandiera) |
| -------------- | ----------------- | ------------------------- | -------------------- | ------------------- |
| Libano         | —                 | 5 - 0                     | 2 - 0                | 2 - 1               |
| Corea del Nord | 2 - 2             | —                         | 2 - 0                | 4 - 1               |
| Hong Kong      | 0 - 1             | 1 - 1                     | —                    | 2 - 0               |
| Malaysia       | 1 - 2             | 1 - 4                     | 1 - 1                | —                   |

### Girone C
| Squadra     | P.ti | G | V | P | S | RF | RS | DR  |
| ----------- | ---- | - | - | - | - | -- | -- | --- |
| Giordania   | 12   | 6 | 3 | 3 | 0 | 16 | 5  | +11 |
| Vietnam     | 10   | 6 | 2 | 4 | 0 | 9  | 3  | +6  |
| Afghanistan | 6    | 6 | 1 | 3 | 2 | 7  | 10 | -3  |
| Cambogia    | 3    | 6 | 1 | 0 | 5 | 3  | 17 | -14 |

| Squadra     | Giordania (bandiera) | Vietnam (bandiera) | Cambogia (bandiera) | Afghanistan (bandiera) |
| ----------- | -------------------- | ------------------ | ------------------- | ---------------------- |
| Giordania   | —                    | 1 - 1              | 7 - 0               | 4 - 1                  |
| Vietnam     | 0 - 0                | —                  | 5 - 0               | 0 - 0                  |
| Cambogia    | 0 - 1                | 1 - 2              | —                   | 1 - 0                  |
| Afghanistan | 3 - 3                | 1 - 1              | 2 - 1               | —                      |

### Girone D
| Squadra   | P.ti | G | V | P | S | RF | RS | DR  |
| --------- | ---- | - | - | - | - | -- | -- | --- |
| Oman      | 15   | 6 | 5 | 0 | 1 | 28 | 5  | +23 |
| Palestina | 15   | 6 | 5 | 0 | 1 | 25 | 3  | +22 |
| Maldive   | 6    | 6 | 2 | 0 | 4 | 11 | 19 | -8  |
| Bhutan    | 0    | 6 | 0 | 0 | 6 | 2  | 39 | -37 |

| Squadra   | Palestina (bandiera) | Oman (bandiera) | Maldive (bandiera) | Bhutan (bandiera) |
| --------- | -------------------- | --------------- | ------------------ | ----------------- |
| Palestina | —                    | 2 - 1           | 8 - 1              | 10 - 0            |
| Oman      | 1 - 0                | —               | 5 - 0              | 14 - 0            |
| Maldive   | 0 - 3                | 1 - 3           | —                  | 7 - 0             |
| Bhutan    | 0 - 2                | 2 - 4           | 0 - 2              | —                 |

### Girone E
| Squadra       | P.ti | G | V | P | S | RF | RS | DR  |
| ------------- | ---- | - | - | - | - | -- | -- | --- |
| Bahrein       | 13   | 6 | 4 | 1 | 1 | 15 | 3  | +12 |
| Turkmenistan  | 10   | 6 | 3 | 1 | 2 | 9  | 10 | -1  |
| Taipei cinese | 9    | 6 | 3 | 0 | 3 | 7  | 12 | -5  |
| Singapore     | 2    | 6 | 0 | 2 | 4 | 3  | 9  | -6  |

| Squadra       | Bahrein (bandiera) | Turkmenistan (bandiera) | Taipei cinese (bandiera) | Singapore (bandiera) |
| ------------- | ------------------ | ----------------------- | ------------------------ | -------------------- |
| Bahrein       | —                  | 4 - 0                   | 5 - 0                    | 0 - 0                |
| Turkmenistan  | 1 - 2              | —                       | 2 - 1                    | 2 - 1                |
| Taipei cinese | 2 - 1              | 1 - 3                   | —                        | 1 - 0                |
| Singapore     | 0 - 3              | 1 - 1                   | 1 - 2                    | —                    |

### Girone F
| Squadra    | P.ti | G | V | P | S | RF | RS | DR |
| ---------- | ---- | - | - | - | - | -- | -- | -- |
| Filippine  | 12   | 6 | 3 | 3 | 0 | 13 | 8  | +5 |
| Yemen      | 10   | 6 | 2 | 4 | 0 | 7  | 5  | +2 |
| Tagikistan | 7    | 6 | 2 | 1 | 3 | 10 | 9  | +1 |
| Nepal      | 2    | 6 | 0 | 2 | 4 | 3  | 11 | -8 |

| Squadra    | Filippine (bandiera) | Yemen (bandiera) | Tagikistan (bandiera) | Nepal (bandiera) |
| ---------- | -------------------- | ---------------- | --------------------- | ---------------- |
| Filippine  | —                    | 2 - 2            | 2 - 1                 | 4 - 1            |
| Yemen      | 1 - 1                | —                | 2 - 1                 | 2 - 1            |
| Tagikistan | 3 - 4                | 0 - 0            | —                     | 3 - 0            |
| Nepal      | 0 - 0                | 0 - 0            | 1 - 2                 | —                |

## Squadre qualificate
| Pr. | Squadra             | Data di qualificazione certa | Partecipante in quanto                                         | Ultima presenza                           |
| --- | ------------------- | ---------------------------- | -------------------------------------------------------------- | ----------------------------------------- |
| 1   | Emirati Arabi Uniti | 9 marzo 2015                 | Rappresentativa della nazione organizzatrice della fase finale | Australia 2015                            |
| 2   | Qatar               | 17 novembre 2015             | Vincitore del Gruppo C del secondo turno di qualificazione     | Australia 2015                            |
| 3   | Corea del Sud       | 13 gennaio 2016              | Vincitore del Gruppo G del secondo turno di qualificazione     | Australia 2015                            |
| 4   | Arabia Saudita      | 24 marzo 2016                | Vincitore del Gruppo A del secondo turno di qualificazione     | Australia 2015                            |
| 5   | Giappone            | 24 marzo 2016                | Vincitore del Gruppo E del secondo turno di qualificazione     | Australia 2015                            |
| 6   | Thailandia          | 24 marzo 2016                | Vincitore del Gruppo F del secondo turno di qualificazione     | Indonesia-Malesia-Thailandia-Vietnam 2007 |
| 7   | Australia           | 29 marzo 2016                | Vincitore del Gruppo B del secondo turno di qualificazione     | Australia 2015                            |
| 8   | Iran                | 29 marzo 2016                | Vincitore del Gruppo D del secondo turno di qualificazione     | Australia 2015                            |
| 9   | Uzbekistan          | 29 marzo 2016                | Vincitore del Gruppo H del secondo turno di qualificazione     | Australia 2015                            |
| 10  | Cina                | 29 marzo 2016                | Secondo posto nel Gruppo C del secondo turno di qualificazione | Australia 2015                            |
| 11  | Siria               | 29 marzo 2016                | Secondo posto nel Gruppo E del secondo turno di qualificazione | Qatar 2011                                |
| 12  | Iraq                | 29 marzo 2016                | Secondo posto nel Gruppo F del secondo turno di qualificazione | Australia 2015                            |
| 13  | Oman                | 10 ottobre 2017              | Vincitore del Gruppo D del terzo turno di qualificazione       | Australia 2015                            |
| 14  | Palestina           | 10 ottobre 2017              | Secondo posto nel Gruppo D del terzo turno di qualificazione   | Australia 2015                            |
| 15  | India               | 11 ottobre 2017              | Vincitore del Gruppo A del terzo turno di qualificazione       | Qatar 2011                                |
| 16  | Libano              | 10 novembre 2017             | Vincitore del Gruppo B del terzo turno di qualificazione       | Libano 2000                               |
| 17  | Giordania           | 14 novembre 2017             | Vincitore del Gruppo C del terzo turno di qualificazione       | Australia 2015                            |
| 18  | Vietnam             | 14 novembre 2017             | Secondo posto nel Gruppo C del terzo turno di qualificazione   | Indonesia-Malesia-Thailandia-Vietnam 2007 |
| 19  | Bahrein             | 14 novembre 2017             | Vincitore del Gruppo E del terzo turno di qualificazione       | Australia 2015                            |
| 20  | Turkmenistan        | 14 novembre 2017             | Secondo posto nel Gruppo E del terzo turno di qualificazione   | Cina 2004                                 |
| 21  | Kirghizistan        | 22 marzo 2018                | Secondo posto nel Gruppo A del terzo turno di qualificazione   | Debuttante                                |
| 22  | Corea del Nord      | 27 marzo 2018                | Secondo posto nel Gruppo B del terzo turno di qualificazione   | Australia 2015                            |
| 23  | Filippine           | 27 marzo 2018                | Vincitore del Gruppo F del terzo turno di qualificazione       | Debuttante                                |
| 24  | Yemen               | 27 marzo 2018                | Secondo posto nel Gruppo F del terzo turno di qualificazione   | Debuttante                                |